# Marrocos Tennis Tour – Kenitra
Marrocos Tennis Tour – Kenitra é um torneio tênis, que fez parte da série ATP Challenger Tour, realizado de 2013 a 2016, realizado em piso de saibro, em Kenitra, Marrocos.

## Edições

### Simples
| Ano  | Campeões                | Finalistas          | Placar             | Ref. |
| ---- | ----------------------- | ------------------- | ------------------ | ---- |
| 2016 | Maximilian Marterer     | Mohamed Safwat      | 6–2, 6–4           |      |
| 2015 | Roberto Carballés Baena | Oriol Roca Batalla  | 6–1, 5–1 ret.      |      |
| 2014 | Daniel Gimeno-Traver    | Albert Ramos        | 6–3, 6–4           |      |
| 2013 | Dominic Thiem           | Teymuraz Gabashvili | 7–6(7–4), 5–1 ret. |      |

### Duplas
| Ano  | Campeões                               | Finalistas                             | Placar                | Ref. |
| ---- | -------------------------------------- | -------------------------------------- | --------------------- | ---- |
| 2016 | Kevin Krawietz Maximilian Marterer     | Uladzimir Ignatik Michael Linzer       | 7–6(8–6), 4–6, [10–6] |      |
| 2015 | Gerard Granollers Oriol Roca Batalla   | Kevin Krawietz Maximilian Marterer     | 3–6, 7–6(7–4), [10–8] |      |
| 2014 | Dino Marcan Antonio Šančić             | Gerard Granollers Jordi Samper-Montaña | 6–1, 7–6(7–3)         |      |
| 2013 | Gerard Granollers Jordi Samper-Montaña | Taro Daniel Alexander Rumyantsev       | 6–4, 6–4              |      |